# Oseti
Oseti či Osetinci jsou íránská etnická skupina obývající Kavkaz. Pocházejí z etnolingvistické oblasti známé jako Osetie. Žijí v Severní Osetii (svazové republice Ruské federace) a v gruzínské Jižní Osetii, která je de facto na Rusku závislým a Ruskem vojensky obsazeným státem s minimálním mezinárodním uznáním. Jejich celkový počet se odhaduje na 710 000, z toho 520 000 žije v Severní a okolo 75 000 v Jižní Osetii. Zbytek žije různě roztroušen po Ruské federaci a malá menšina i v Gruzii (asi 38 000, bez započtení Jižní Osetie).
Oseti patří mezi kavkazské národy. Většina jsou křesťané, 29 % vyznává původní polyteistické osetské náboženství a část jsou muslimové. Mluví osetsky, jako svoje písmo v současné době používají ruskou cyrilici. Mají bohatý folklór a tradice.

## Dějiny

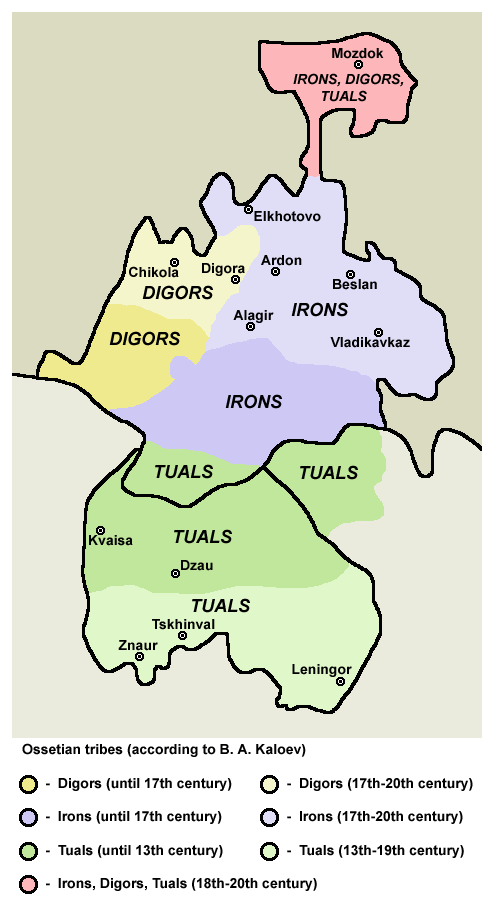
Osetinské kmeny

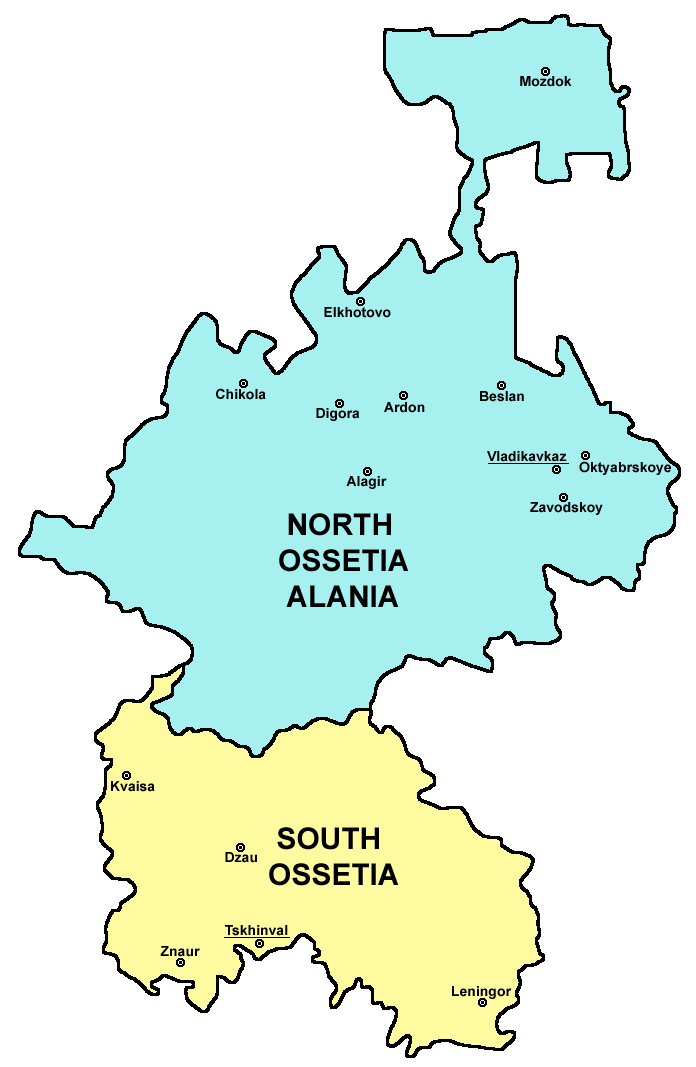
Severní a Jižní Osetie

Oseti jsou potomci Alanů, kterým Gruzínci říkali Osebi (z toho název Oseti). Počátkem našeho letopočtu začali pomalu asimilovat původní obyvatelstvo severního Kavkazu. Od 6. století k nim proniklo křesťanství z Gruzie. Od 9. století se začala formovat osetská národnost na základě politického sjednocení. Ve 13. století tatarské vpády vytlačily Osety z úrodných úpatí hor severního Kavkazu do vysokohorských oblastí. Od 14. století začali pronikat na jižní stranu Kavkazu do Gruzie. V 16. století Oseti upadli do závislosti na kabardských feudálech. V rámci společné křesťanské víry začali hledat útočiště u Rusů a po rusko-turecké válce v roce 1774 se stali součástí Ruska.
Od 14. století Oseti začali osídlovat jižní stranu Kavkazu patřící Gruzínskému království. Na konci 18. století tvořili početnou menšinu. Roku 1801 se častými vpády Osmanů oslabené Gruzínské království stalo součástí Ruského impéria. Zároveň tím došlo ke spojení osetského národa ze severní a jižní části Kavkazu.
V roce 1920 byla podepsána mírová smlouva mezi Sovětským svazem a Gruzií, ve které Sovětský svaz uznal nezávislost Gruzie za podmínky, že nezakáže komunistickou stranu v zemi. V roce 1921 však vtrhla Rudá armáda do Gruzie a území silou zabrala. Za podpory komunistů došlo ke vzniku Jihoosetské autonomní oblasti v dubnu 1922, která byla součástí nově vzniklé Gruzínské SSR. V roce 1924 vznikla v rámci Ruské SFSR Severoosetinská autonomní oblast.
Od rozpadu Sovětského svazu v roce 1991 sílila snaha Osetů o vytvoření vlastního státu. V rámci Ruské federace Oseti získali autonomní republiku Severní Osetie-Alanie, kde je úřední řečí vedle ruštiny i osetština. 
Naopak Gruzie po získání nezávislosti osetinskou autonomní oblast zrušila a rozdělila jejich území mezi 5 okresů. Za silné podpory Ruska, které se snaží udržet kontrolu na strategicky významným místem Kavkazu, vyhlásili Osetinci na původním území jihoosetinské autonomní oblasti separatistické území Jižní Osetie. V roce 2008 došlo k válečnému konfliktu s Gruzií, kdy země získala za vojenské podpory Ruska faktickou, i když mezinárodně z drtivé většiny neuznanou nezávislost.

## Sport
Oseti, jako další kavkazské národy, vynikají především v úpolových, silových sportech. Jejich nejúspěšnější sportovní disciplínou je zápas ve volném stylu. Dalšími sporty ve kterých slaví úspěchy jsou judo, sambo, armwrestling (páka) nebo vzpírání. Kvůli velikosti Ruské federace však často volí k reprezentování jinou zemi, kde mají větší možnosti dostat se na olympijské hry nebo mistrovství světa.

### Osobnosti
Ze severního Kavkazu
- Artur Tajmazov – zápasník ve volném stylu, trojnásobný olympijský vítěz z roku 2004 a 2008 a 2012 a stříbrný z roku 2000, zároveň několikanásobný medailista z mistrovství světa a Evropy, své úspěchy získal pro Uzbekistán, který reprezentoval od roku 1998
- Soslan Andijev – zápasník ve volném stylu, dvojnásobný olympijský vítěz z roku 1976 a 1980, zároveň několikanásobný medailista z mistrovství světa a Evropy
- Macharbek Chadarcev – zápasník ve volném stylu, dvojnásobný olympijský vítěz z roku 1988 a 1992 a stříbrný z roku 1996, zároveň několikanásobný medailista z mistrovství světa a Evropy
- Arsen Fadzajev – zápasník ve volném stylu, dvojnásobný olympijský vítěz z roku 1988 a 1992, zároveň několikanásobný medailista z mistrovství světa a Evropy
- Timur Tajmazov – vzpěrač, olympijský vítěz z roku 1992 a stříbrný z roku 1992, zároveň několikanásobný medailista z mistrovství světa a Evropy, své úspěchy získal pro Ukrajinu, kterou reprezentoval od rozdělení Sovětského svazu
- Elbrus Tedejev – zápasník ve volném stylu, olympijský vítěz z roku 2004 a bronzový z roku 1996, zároveň několikanásobný medailista z mistrovství světa a Evropy, své úspěchy získal pro Ukrajinu, kterou reprezentoval od rozdělení Sovětského svazu
- olympijští vítězové v zápase ve volném stylu Chadžimurat Gacalov (2004), Chasan Barojev (2004), Alan Chugajev (2012)
- Tamerlan Tmenov – judista, několikanásobný medailista z olympijských her, mistrovství světa a Evropy
- Alan Cagajev – vzpěrač, medailista z olympijských her, mistrovství světa a Evropy, medaile vyhrával pro Bulharsko

Z jižního Kavkazu
- Šota Čočišvili – judista, olympijský vítěz z roku 1972 a bronzový medailista z roku 1976, zároveň několikanásobný medailista z mistrovství světa a Evropy
- Leri Chabelovi – zápasník ve volném stylu, olympijský vítěz z roku 1992 a stříbrný medailista z roku 1988, zároveň několikanásobný medailista z mistrovství světa a Evropy
- Vadim Bogijev – zápasník ve volném stylu, olympijský vítěz z roku 1996
- Džambolat Tedejev – zápasník ve volném stylu a úspěšný volnostylařský trenér, mistr Evropy z roku 1993
- Besik Kuduchov – zápasník ve volném stylu, mistr Evropy a světa

## Galerie

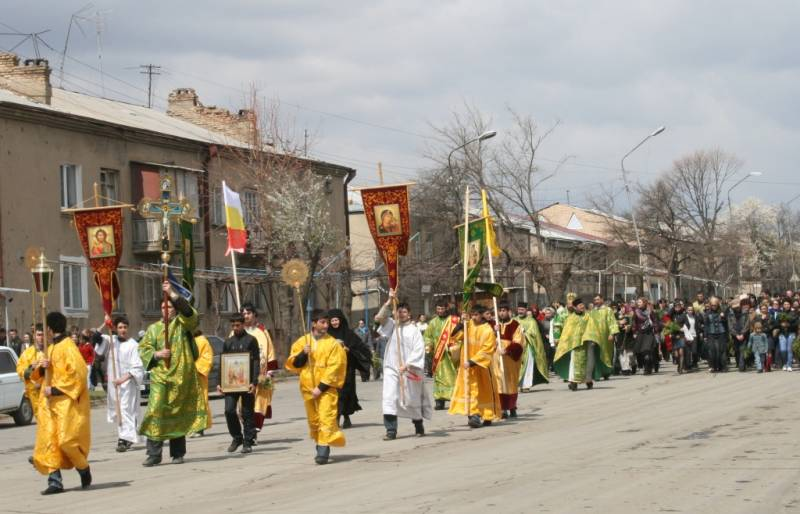
Církevní procesí v Cchinvali
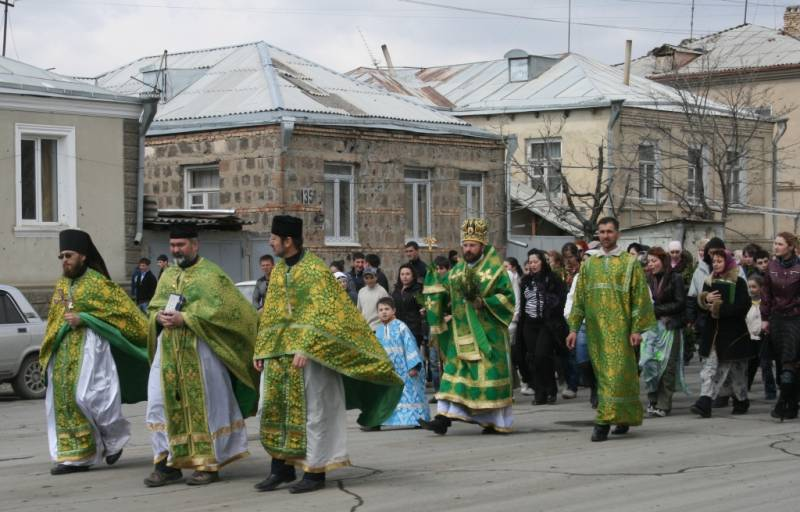
Církevní procesí v Cchinvali (2)
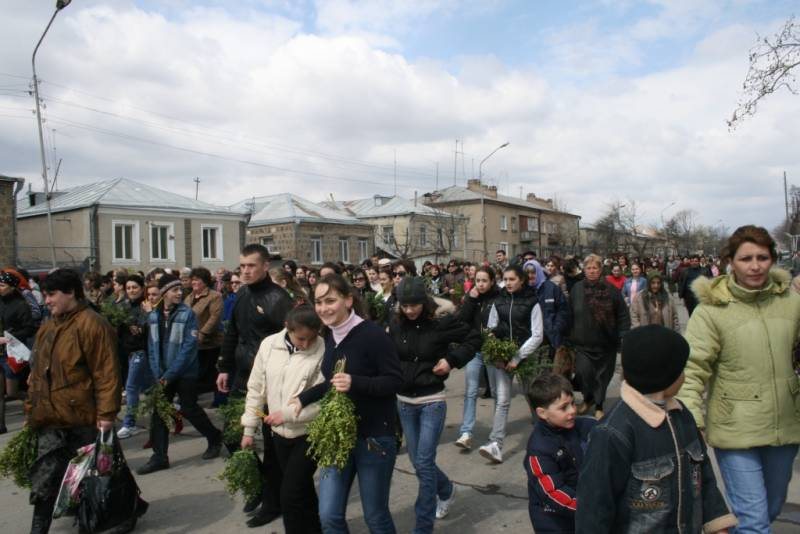
Církevní procesí v Cchinvali (3)
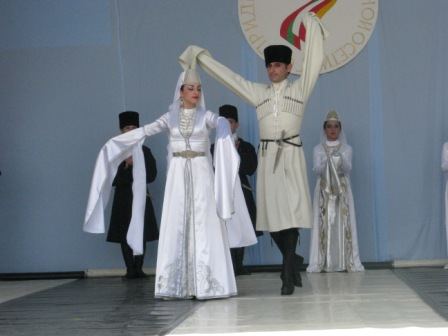
Jihoosetský folklórní soubor
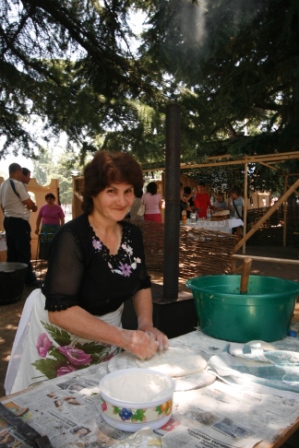
Jihoosetská žena
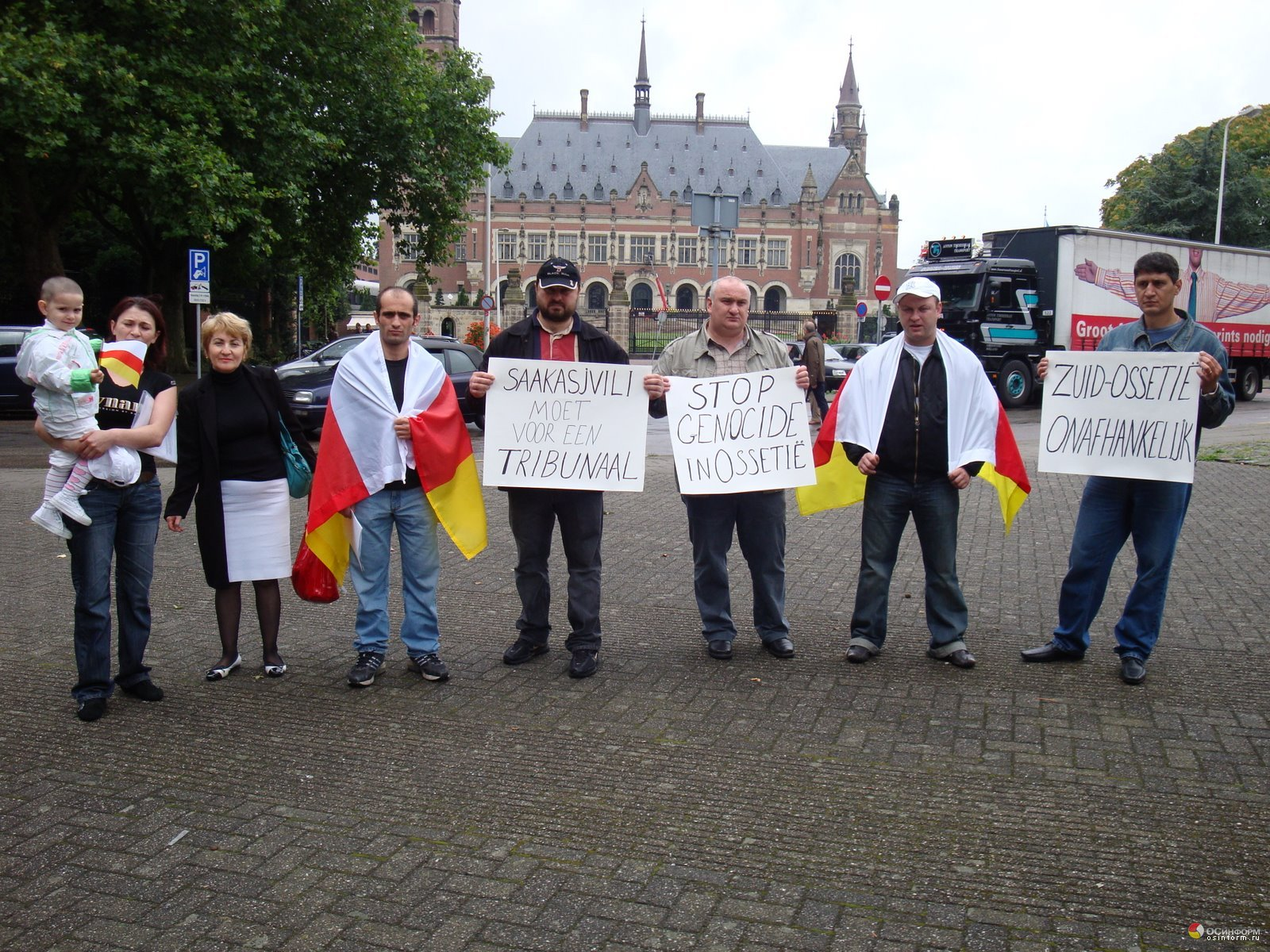
Protest v Haagu na podporu Jižní Osetie proti Gruzii (2008)
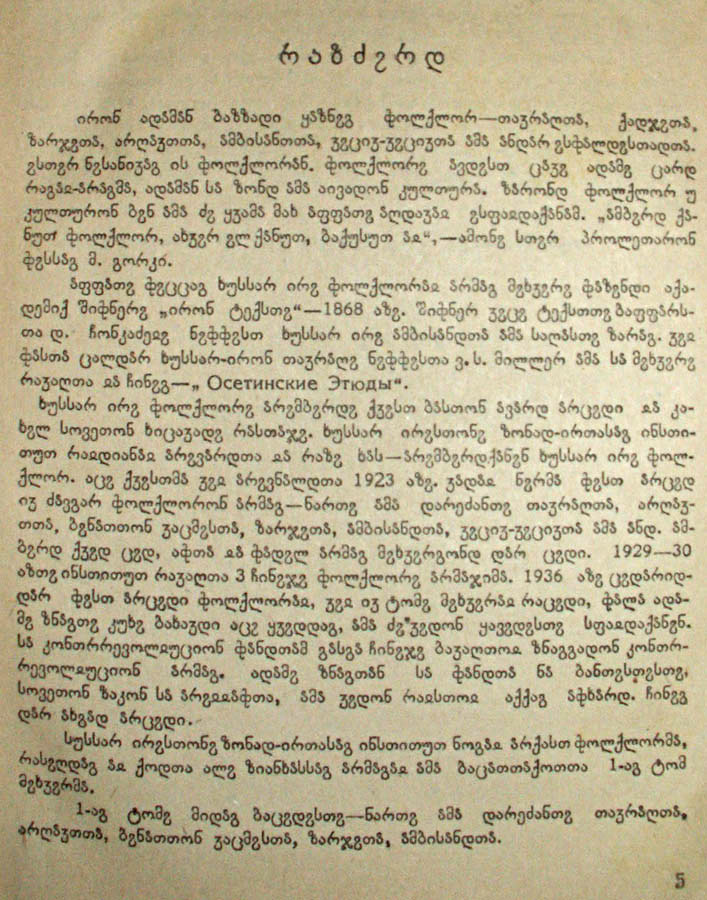
Ukázka textu s gruzínským písmem používaným v Jihoosetinské autonomii v letech 1938–54